# Recerca geològica a Catalunya
La recerca geològica a Catalunya s'inicia a la segona meitat del segle xviii, abans de 1870, any de fundació Reial Académia de Ciències Exactes Físiques i Naturals. A Barcelona, sota l'administració borbònica, el moviment científic havia quedat gairebé desfet, i encara més en les disciplines científiques. A la Universitat de Cervera, hi hagué la influència de Gregori Maians a través de P. Cerdà.
Entre tant, a Barcelona, es creà l'Acadèmia de Ciències i Arts de Barcelona (1764), que, a més a més de reunions científiques, organitzava cursos impartits pels deixebles de Cerdà amb suport econòmic de la Junta de Comerç. Altres cursos també es van realitzar amb aportacions privades.
En aquest període primerenc, s'inicien els cursos de Geologia on un dels geòlegs principals és en Josep Comes i Bonells (metge i naturalista). L’any 1786 l’Acadèmia de Ciències i Arts de Barcelona publicà la memòria: "Carbón mineral y su aprovechamiento industrial como combustible", on Bonells defensava el consum del carbó mineral en front del carbó vegetal seguint el model d’Anglaterra.
Més endavant, Carles de Gimbernat (1760-1834), va realitzar expedicions científiques als Alps, finançades per Carles IV. Recerques on va aplicar les teories d'Abraham G. Werner.
Després seguiren altres geòlegs com Antoni de Martí i Franquès,(1750-1832); Francesc Xavier de Bolós i Germà (1773-1884), que va "descobrir" el vulcanisme de la comarca d'Olot, Fructuos Plans i Pujol (1832-1880), Agusti Yañez i Girona (1780-1885), Llorenç Preses i Puig (1811-1875), matemàtic i cristal·lograf, i Josep Antoni Llobet i Vall-Ilosera (1769-1862), format a França.
Durant els segles XVIII i XIX, els graduats a les escoles de mineria van centrar la seva atenció en la mineralogia com a activitat secundària de la mineria. Durant el Trienni Liberal (1821-1823) hi hagué una càtedra de Geologia a la Universitat de Barcelona ocupada per Agustí Yáñez

## Primeres recerques de geòlegs estrangers
Les primeres recerques de geòlegs estrangers a Catalunya són realitzades pel geòleg Louis Cordier (1816) i d'Armand Dufrénoy (1831) a la muntanya de sal de Cardona. Però abans hi hagué William Maclure (1808), el qual, gran viatger, ressegueix l'est de la Peninsula des de Portbou a Cadis. Amb tot, les seves valuoses observacions restaren inèdites, a part d'una breu nota publicada a Paris en la qual dona a conèixer la regió volcànica olotina, també estudiada per Charles Lyell, entre 1808 i 1830.D'aquest període, també són significants els treballs de S.P. Pratt (1852) i Osmond Fischer (1893) sobre la interpretació estructural de les Catalanides.
Entre 1850 i 1855, Édouard Verneuil realitza cartografies geològiques a Catalunya, estudiant el Silurià a la zona de Sant Joan de les Abadesses en un transsecte entre Perpinyà, Barcelona, Saragossa i Somport (1850) i posteriorment un altre transsecte entre Madrid, Alcoi, València i Barcelona on realitzà mesuraments hipsomètrics(mesurament d'altituds) i descobriment de fauna del Mushelkalk.

## La institucionalització de la geologia
La institucionalització de la geologia a Catalunya s'inicia amb Jaume Almera (1845-1919), que va fundar el Museu Geològic del Seminari de Barcelona. Almera, juntament amb Lucas Mallada i Lluís M.Vidal, enceten un període important per a la recerca geològica a Catalunya i a l'estat espanyol. També Almera, juntament amb Vidal, Artur Bofill i Norbert Font i Sagué, van fixar les bases de la futura Escola catalana de Geologia.
Del conjunt de la seva obra, en destaquen, els cinc fulls del Mapa Geològic a escala 1:40.000 de la Província de Barcelona, obra encarregada per la Diputació, amb una base topogràfica i amb una escala detall inusual per a l’època. El mapa geològic era de gran importància per al coneixement geològic de les serralades costaneres catalanes. En paraules de L. Solé Sabarís: "Almera i Eduard Brossa (cartògraf) van fer, per espai de trenta anys, una tasca admirable que sorprèn que s'hagi pogut realitzar per persones dotades de tan escassos mitjans".
Almera va estudiar la geologia de Garraf el 1897, quan publicà el mapa (escala 1:40.000) de l'àrea entre el riu Anoia i el mar, i l'any següent escrigué resums d'excursions científiques pel massís de Garraf.
Més endavant, Noel Llopis Lladó, a més a més de les recerques sobre els catalànids, s'interessà especialment per Garraf, ja que era afeccionat a l'espeleologia.
La Mancomunitat de Catalunya va impulsar les investigacions geològiques a Catalunya. Marià Faura i Sans va dirigir el Servei Geològic de Catalunya,. Però a principis de l'any 1924, la dictadura militar va aturar els treballs del Mapa Geològic i Faura va cessar com a director. El 1925, la dictadura va suprimir la Mancomunitat i el Servei Geològic va desaparèixer i no es recuperà fins al restabliment de la Generalitat el 1931. Faura va redactar un avantprojecte per a l'organització d'un Institut Geologic de Catalunya i s'incorporà com a director del Servei del Mapa Geològic de Catalunya.

## Represa de la recerca geològica
Lluís Solé i Sabarís és considerat el primer geòleg que crea escola i forma deixebles després de la guerra civil. L'any 1926, Solé, conegué a Pau Vila, qui l'invità a participar en la fundació de la Societat Catalana de Geografia (1935). L'any 1938, Solé, publica "Introducción a la Geología". Solé va decantar-se cap a la geologia i va seguir el mestratge del geòleg aragonès Lucas Mallada. L'influí l’escola neerlandesa, que conegué arran del Congrés Geològic Internacional i inicià una intensa col·laboració amb el geomorfòleg francès Pierre Birot.
Solé i Sabarís, juntament amb els geògrafs Joan Vilà Valentí i Maria de Bolòs, aconseguí l'establiment d'una seu del Centre Superior d'Investigacions Científiques (CSIC) a la Universitat de Barcelona i la fundació del Instituto de Estudios Pirenaicos que va relacionar professionals de la geografia de Catalunya, Espanya i França
Més endavant, Oriol Riba i Arderiu (1923-2011), geòleg molt coneixedor del país i membre de l'Institut d'Estudis Catalans (IEC), va ser investigador del Consell Superior d'Investigacions Científiques i becari a Wageningen (Holanda), a Angers i Rennes (França). També va ser catedràtic a la Universitat de Saragossa i a la Facultat de Geologia de la Universitat de Barcelona (UB), on inicià el Departament d'Estratigrafia i Geologia Històrica. En aquesta etapa va promoure la sedimentologia, la geologia marina i la geologia del petroli i va dirigir i confegir amb altres geòlegs el "Diccionari de geologia", publicat per Enciclopèdia Catalana el 1997.
Josep Maria Mata i Perelló, cap al 1980, inicia un gran treball de recerca geològica i divulgació minerològica a bona part de la península Ibèrica i realitza una gran quantitat d'inventaris mineralògics a tot l'estat. Va ser un dels impulsors de la Sociedad Española para la Defensa del Patrimonio Geológico y Minero (SEDPGYM), entitat de la qual va ser el primer president.

## Els estudis dels riscos geològics
Cap al 1980, s'incrementa l'estudi sobre el georiscos (catàstrofes geològiques) (allaus, contaminació de sòls, erosió costanera, esllavissades i despreniments, inundabilitat, subsidència i terratrèmols) i la seva avaluació, prevenció i mètodes d'intervenció.
Els geòlegs Xavier Bosch i Martí (1953-1990) i Manuel Vilaplana, inicien estudis i recerques sobre el riscos de la neu i de les allaus a Catalunya. Amb el seu treball i divulgació científica van fer possible que l'estudi del risc d'allaus al Pirineu es convertís en poc temps en una realitat reconeguda internacionalment. Glòria Furdada, que s’hi havia especialitzat, comença a treballar el 1988 en la cartografia d’allaus al Pirineu català (Pallars i Aran). És la primera persona a Catalunya que ha tingut un paper important en l'estudi de les allaus. Aconseguí que el 1991 aparegués el primer butlletí de predicció del risc d’allaus. Formada específicament a la Facultat de Geologia, Montserrat Mases Coberó, realitzà la tesina de llicenciatura sobre les allaus a la Vall Ferrera (1991), i en Pere Oller Figueras sobre les allaus de la Vall Fosca (1992). Tots dos treballaran posteriorment al Servei Geològic de Catalunya.
A l'inici del segle XXI, la recerca geològica a Catalunya es fa a les universitats, als instituts del Consell Superior d’Investigacions Científiques (CSIC), als instituts que depenen de la Generalitat i als museus existents de diferent titularitat. Entre el 2003 i el 2009 el nombre d'investigadors dedicats a la geologia i les seves branques científiques va augmentar de 247 a 318. Els geòlegs, sovint s'organitzen en grups de recerca que són reconeguts per l’Administració.